# زواج المثليين في سان لويس بوتوسي
أصبح زواج المثليين قانونيا في الولاية المكسيكية سان لويس بوتوسي منذ 21 مايو 2019. وافق كونغرس الولاية على مشروع قانون لتشريع زواج المثليين يوم 16 مايو 2019. تم التوقيع عليه في القانون من قبل الحاكم يوم 17 مايو، ونشرت في المجلة الرسمية في 20 مايو. دخل القانون حيز التنفيذ في اليوم التالي.

## تاريخ

### الإجراءات التشريعية
في 28 أبريل 2014، تم تقديم مبادرة المواطنين لتشريع زواج المثليين إلى كونغرس سان لويس بوتوسي. في 8 أغسطس 2014، قال نائب رئيس لجنة حقوق الإنسان والعدالة بين الجنسين، ميغيل مازا هيرنانديز، إن مناقشة الاقتراح سيبدأ. في 17 يونيو 2015، أعلن هيرنانديز التزام الولاية بتوسيع الزواج ليشمل الأزواج المثليين، وذكر أن المداولات ستحدث بعد صدور قرار المحكمة العليا الصادر في يونيو 2015 والذي يعلن عدم دستورية جميع القوانين التي تحظر زواج المثليين في الجريدة القضائية. أضاف هرنانديز أنه على الرغم من عدم وجود قوانين تمنع الأزواج المثليين من التبني، يفضل أن يقوم الكونغرس بتعديل قانون الأسرة لتدوين حقوق التبني المتساوية مع إضافة قانون زواج جديد.
في 6 يونيو 2016، تم الإعلان عن قيام لجنة خاصة بدراسة مشروع قانون الزواج والتصويت عليه في غضون 90 يومًا. في نوفمبر 2016، صوت كونغرس الولاية ضد مشروع القانون الذي يجيز زواج المثليين. أعلن أحد النواب عن حزب الثورة الديمقراطية، الذي صوّت خطأً ضد مشروع القانون، أنه سيقدم اقتراح زواج المثليين جديد في عام 2017.
تم تقديم مشروع القانون الجديد في أكتوبر 2017. بعد انتخابات يوليو 2018 أدت إلى فوز حركة التجديد الوطنية بأغلبية المقاعد التشريعية في كونغرس سان لويس بوتوسي. في 16 مايو 2019 وافق الكونغرس على مشروع قانون تقنين زواج المثليين، بتصويت 14 صوتا لصالح مقابل 12 صوتا ضد، مع امتناع عضو واحد عن التصويت (14-12-1). تم التوقيع عليه لاحقًا من قبل الحاكم خوان مانويل كاريراس في 17 مايو ونشر في الجريدة الرسمية في 20 مايو. دخل القانون حيز التنفيذ في اليوم التالي. ويسمح للأزواج المثليين بتبني الأطفال بشكل مشترك.
| الحزب                     | الأعضاء | لصالح | ضد | لم يصوت |
| ------------------------- | ------- | ----- | -- | ------- |
| حركة التجديد الوطنية      | 6       | 6     |    |         |
| حزب العمل الوطني          | 6       |       | 6  |         |
| الحزب الثوري المؤسساتي    | 5       | 1     | 4  |         |
| حزب العمال المكسيكي       | 2       | 2     |    |         |
| حزب الثورة الديمقراطية    | 2       | 2     |    |         |
| حزب الخضر البيئي المكسيكي | 2       |       | 1  | 1       |
| حزب التحالف الجديد        | 1       |       | 1  |         |
| حركة المواطنين            | 1       | 1     |    |         |
| حزب اللقاء الاجتماعي      | 1       | 1     |    |         |
| الوعي الشعبي              | 1       | 1     |    |         |
| العدد الإجمالي            | 27      | 14    | 12 | 1       |

### الأوامر القضائية
على الرغم من أن زواج المثليين لم يكن قانونيًا في ذلك الوقت، فقد تمكن العديد من الأزواج المثليين من الزواج قانونيًا في سان لويس بوتوسي من خلال عملية تعرف باللغة الإسبانية باسم الامر القضائي (بالإسبانية: recurso de amparo)‏.
في يوليو 2013، تقدم زوجان مثليان بطلب امر قضائي للحصول على حق الزواج. في 30 أيار/مايو 2014، خلصت المحكمة المحلية الأولى إلى أن المادة 15 من قانون الأسرة في سان لويس بوتوسي تمييزية ومنحت الزوجين المثليين في 3 حزيران/يونيو 2014 أمرًا قضائيا بالزواج. وبالمثل، في 26 مارس 2014، ذهب زوجان مثليان من الرجال إلى المسجل في مدينة سان لويس بوتوسي، ورُفضت رخصة الزواج، وطلبا الحصول على أمر قضائي، والذي تمت الموافقة عليه في 4 أغسطس 2014 من قبل محكمة المقاطعة السادسة. في 7 أغسطس 2014، قدم السجل المدني استئنافا لتجنب تسجيل الزواج. في أكتوبر 2014، رفضت محكمة الاستئناف الثانية التابعة للدائرة التاسعة استئناف السجل المدني، وأمرته بعقد الزواج.
في نوفمبر 2014، أعلنت لجنة الولاية لحقوق الإنسان في سان لويس بوتوسي (بالإسبانية: Comisión Estatal de Derechos Humanos de San Luis Potosí)‏ أنها تقوم بمراجعة شكاوي من أطراف تلقوا أوامر قضائية بزواج المثليين لكن محرومون من تسجيل شهادات الزواج.
في أوائل سبتمبر 2014، تقدم زوجتان مثليتان بطلب للحصول على أول رخصة حالة زواج المثليين في سيوداد فاليس، وتم منح أمر قضائي يضم 20 زوجًا في يونيو 2016.
في نوفمبر/تشرين الثاني 2016، أعلنت محكمة استئناف اتحادية مؤلفة من 3 قضاة أن المادة 15 من قانون الأسرة في سان لويس بوتوسي غير دستورية لتعريفها الزواج بأنه فقط بين رجل واحد وامرأة واحدة.
بحلول يناير 2017، تم منح 20 أمر قضائي للأزواج المثليين في جميع أنحاء الولاية. في أبريل 2017، منحت محكمة أمرا قضائيا آخر. منحت محكمة المقاطعة الأولى أمرا قضائيا آخر في أواخر ديسمبر 2017.

## الرأي العام
وجد استطلاع للرأي عام 2017 أجرته مؤسسة مجلس الاتصالات الاستراتيجية أن 50% من سكان سان لويس بوتوسي يؤيدون زواج المثليين. كان 46% يعارضون ذلك.
وفقًا لمسح أجرته في عام 2018 أجراه المعهد الوطني للإحصاء والجغرافيا، عارض 39% من سكان سان لويس بوتوسي زواج المثليين.